# Ghiacciaio Wyatt
Il ghiacciaio Wyatt (in inglese Wyatt Glacier) è uno stretto e ripido ghiacciaio lungo circa 11 km situato sulla costa di Fallières, nella parte sud-occidentale della Terra di Graham, in Antartide. Il ghiacciaio, il cui punto più alto si trova a circa 1260 m s.l.m., è ubicato in particolare vicino al colle Beehive e da qui fluisce in direzione sud fino a entrare nella parte superiore del flusso del ghiacciaio Gibbs.

## Storia
Il ghiacciaio Wyatt fu fotografato nel 1947 durante una ricognizione aerea effettuata nel corso della spedizione antartica condotta nel 1947-48 al comando di Finn Rønne, ed esplorato via terra e poi mappato dal British Antarctic Survey, che all'epoca si chiamava ancora Falkland Islands and Dependencies Survey (FIDS), nel 1948. Il ghiacciaio fu quindi così battezzato dal Comitato britannico per i toponimi antartici in onore Henry T. Wyatt, membro del FIDS e ufficiali medico presso l'isola Detaille nel 1957 e l'isola Stonington nel 1958.